# Luke Ridnour
Luke Ridnour (* 13. Februar 1981 in Coeur d’Alene, Idaho) ist ein ehemaliger US-amerikanischer Basketballspieler. Er spielte 12 Jahre NBA auf der Position des Point Guard.
Nach seiner Zeit an der University of Oregon meldete sich Ridnour für den NBA-Draft 2003 an. Dort wurde er an 14. Stelle von den Seattle SuperSonics ausgewählt. Er konnte sich schnell ins Team integrieren und bestritt in seiner zweiten Saison bereits alle 82 Saisonspiele von Beginn an. In diesem Jahr erreichten die SuperSonics die Playoffs und verloren in der zweiten Runde gegen die San Antonio Spurs. Seinen Stammplatz verlor Ridnour erst in der Saison 2007/08. Vor der Saison 2008/09 wurde in einem Transfer unter Beteiligung der Oklahoma City Thunder zu den Milwaukee Bucks geschickt. In Milwaukee blieb er zwei Jahre, wobei er im zweiten Jahr erstmals nach fünf Jahren wieder an den Playoffs teilnahm, in denen die Bucks in der ersten Runde mit 4:3 an den Atlanta Hawks scheiterten. Am 21. Juli 2010 wechselte er als Free Agent zu den Minnesota Timberwolves. Dort spielt er regelmäßig von Beginn an.
Am 11. Juli 2013 kehrte er zurück zu den Milwaukee Bucks. Die Bucks erhielten zusätzlichen einen Zweitrundendraftpick der Timberwolves und gaben dafür Szymon Szewczyk an die Oklahoma City Thunder ab. Oklahoma überwies einen Ausgleichsbetrag sowohl an die Bucks als auch an die Timberwolves, die zusätzlich Kevin Martin erhielten. Februar 2014 transferierten die Bucks ihn zu den Charlotte Bobcats via Trade. Er blieb bis Saisonende, ehe er im Sommer bei den Orlando Magic unterschrieb.
Am 24. Juni 2015 wurde Ridnour gegen die Traderechte von Jānis Timma zu den Memphis Grizzlies getradet. Einen Tag später, am Tag des 2015er Drafts wurde Ridnour weitergetradet, diesmal im Tausch gegen Matt Barnes zu den Charlotte Hornets. Nur wenige Stunden nach seinem zweiten Wechsel wurde Luke Ridnour zum dritten Mal in der Offseason 2015 getradet. Diesmal zusammen mit einem Zweitrundenpick für 2016 im Tausch mit Jeremy Lamb zu den Oklahoma City Thunder. Am 30. Juni 2015 folgte der vierte Trade der 2015er Offseason mit dem Wechsel zu den Toronto Raptors. Die Thunder bekamen für Ridnour die Traderechte von Tomislav Zubčić. Die Raptors schließlich setzten ihn auf die Waiverliste, woraufhin Ridnour selbst verkündete, die Saison 2015/16 aussitzen zu wollen. Im Juni 2016 verkündete Ridnour jedoch seinen Rücktritt.

## Vertrag
Bis einschließlich der Saison 2013/14 hat Luke Ridnour bereits über 42 Millionen US-Dollar an Spielergehältern erhalten.